# Thomas Arne
Thomas Augustine Arne, född 12 mars 1710 i Covent Garden, London, död 5 mars 1778 i London, var en brittisk tonsättare och violinist. 

## Biografi
Arne är en av de mest kända brittiska tonsättarna från 1700-talet. Han föddes i London 1710 och studerade först violin där, för att sedan från 1738 ägna sig åt komposition. Efter att under tre år varit i Dublin återvände han 1745 till London och verkade som orkesterdirigent, bland annat från 1760 vid Covent Garden, och tonsättare. Arne blev doktor i Oxford 1759 och var gift med sångerskan Cecilia Young samt far till kompositören Michael Arne.
Han skrev omkring femtio operor, maskspel och balladoperor, musiken till cirka trettio skådespel och två oratorier och dessutom instrumentalstycken  

## Verk (urval)
- 1738 Musiken till Comus av John Milton.
- 1740 Alfred, där hymnen Rule, Britannia! ingår.
- 1742 The Judgement of Paris (1742).
- 1744 Abel oratorium.
- 1761 Thomas and Sally
- 1761 Judith, oratorium.
- 1762 Artaxerxes
- Six cantatas, en samling kantater för en sångröst med orkester.